# 32928 Xiejialin
32928 Xiejialin è un asteroide della fascia principale. Scoperto nel 1995, presenta un'orbita caratterizzata da un semiasse maggiore pari a 1,9311843 UA e da un'eccentricità di 0,0714197, inclinata di 17,40382° rispetto all'eclittica.